# 古城街道 (临海市)
古城街道，中国浙江省台州市临海市下辖的一个街道。临海市政府所在地。

## 行政区划
下辖以下地区：
文化社区、井头社区、南门社区、摆酒营社区、泉井洋社区、鹊墩社区、鹿城社区、白云社区、人民社区、白塔社区、花街社区、靖江社区、水云塘社区、后山村、谢里王村、东湖村、古楼村、七里村、灵江村、巾山村、下桥村、花街村、松一村、松二村、大岭山村、许墅村、合利村、两桥村、梅浦村、利弄村、龙潭岙村、西洋村、大柏叶村、伏龙村、两水村和市特产场生活区。